# Ridgely (Misuri)
Ridgely es una villa ubicada en el condado de Platte en el estado estadounidense de Misuri. En el censo de 2010 tenía una población de 104 habitantes y una densidad poblacional de 27,9 personas por km².

## Geografía
Ridgely se encuentra ubicada en las coordenadas 39°27′13″N 94°38′25″O / 39.45361, -94.64028. Según la Oficina del Censo de los Estados Unidos, Ridgely tiene una superficie total de 3.73 km², de la cual 3.73 km² corresponden a tierra firme y (0%) 0 km² es agua.

## Demografía
Según el censo de 2010, había 104 personas residiendo en Ridgely. La densidad de población era de 27,9 hab./km². De los 104 habitantes, Ridgely estaba compuesto por el 100% blancos, el 0% eran afroamericanos, el 0% eran amerindios, el 0% eran asiáticos, el 0% eran isleños del Pacífico, el 0% eran de otras razas y el 0% pertenecían a dos o más razas. Del total de la población el 0% eran hispanos o latinos de cualquier raza.